# República Socialista Soviètica Autònoma del Turquestan

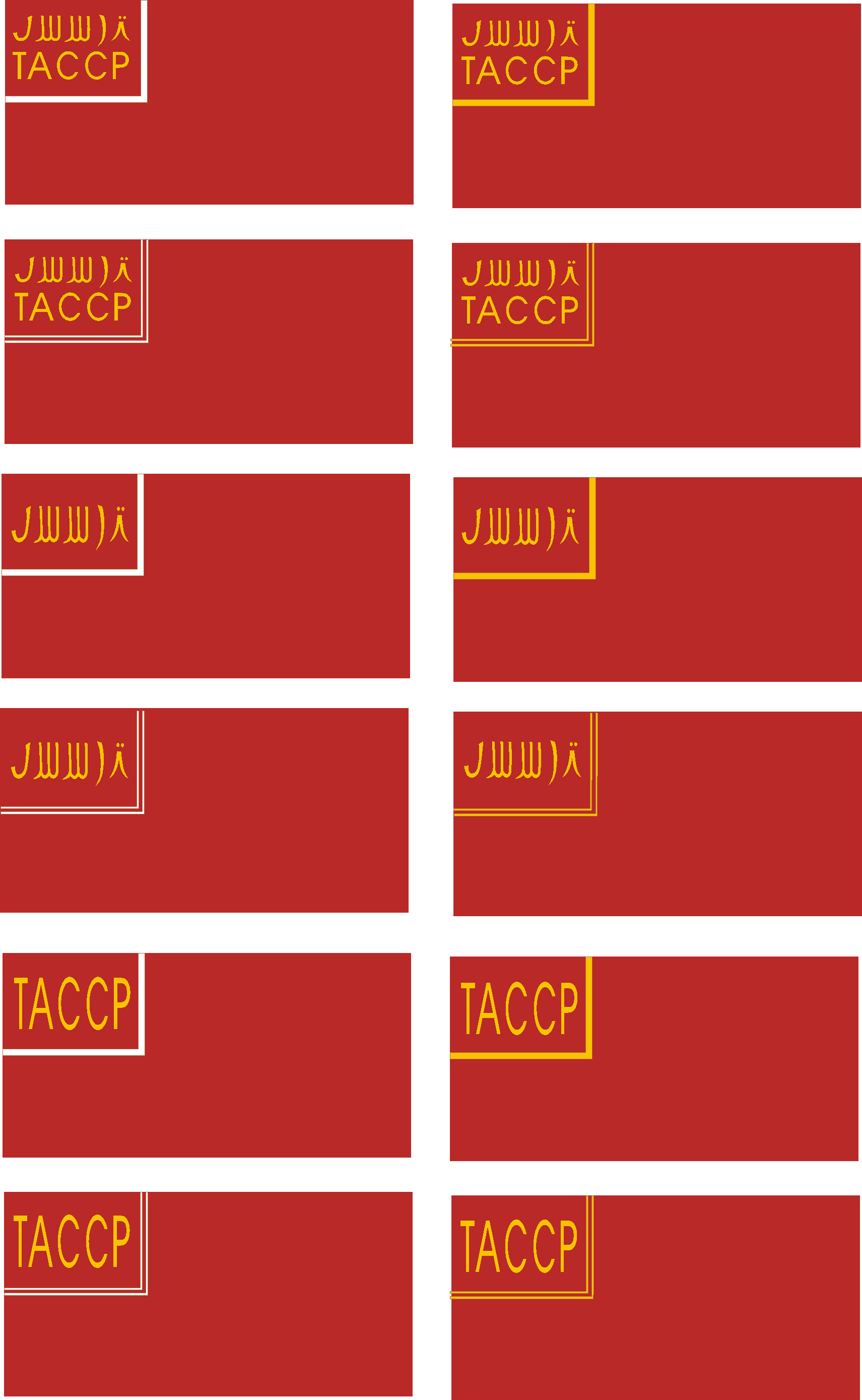
Diverses variants de bandera

La República Socialista Soviètica Autònoma del Turquestan (rus: Туркестанская Автономная Советская Социалистическая Республика, translietat Turkestanskaya Avtonomnaya Sovetskaya Sotsialisticheskaya Respublika) fou un territori que va existir dins la Rússia soviètica del 30 d'abril de 1918 al 27 d'octubre de 1924. La capital era la ciutat de Taixkent.

## Història i denominacions

### República Soviètica del Turquestan
Va existir dins d'una hipotètica Rússia federal encara no organitzada. Va sorgir com a organització del soviet de Taixkent, que havia pres el poder a la ciutat i a gran part del que havia estat el govern general del Turquestan l'octubre del 1917, i la vall de Fergana amb Kokand, que havia estat dominada el febrer de 1918 (vegeu Govern de Kokand).
No se li coneix cap bandera en especial. S'haurien utilitzat les habituals banderes vermelles amb inscripcions o sense.
Va existir fins a l'octubre de 1918 quan es va convertir en la República Soviètica Autònoma del Turquestan.

### República Soviètica Autònoma del Turquestan
Es va proclamar l'octubre de 1920 amb el que havia estat la República Soviètica del Turquestan. El 24 de setembre de 1920 es va convertir en República Socialista Soviètica del Turquestan.
Quant a la bandera, va seguir probablement amb les banderes vermelles amb inscripcions o sense.

### República Socialista Soviètica del Turquestan
El setembre de 1920 la República Soviètica Autònoma del Turquestan es va convertir en República Socialista Soviètica. L'11 d'abril de 1921, la República Socialista Soviètica del Turquestan va esdevenir una república socialista soviètica autònoma dins Rússia (al seu torn des de 28 de desembre de 1922 dins l'URSS).

#### Bandera
La república hauria adoptat el 1920 la tradicional bandera vermella amb les inicials al cantó dins un rectangle emmarcat per una o dues línies blanques o grogues. Consta amb seguretat les inicials en ciríl·lic (TCCP) però hi hauria hagut també les inicials en caràcters aràbics i en les dues escriptures.

## Geografia
La república va començar a perdre territoris el 1924:
- República Socialista Soviètica Autònoma del Tadjikistan el 14 d'octubre de 1924
- Regió Autònoma Kara Kirguís el 14 d'octubre de 1924
- Les óblasti o regions de Samarcanda, Fergana, Amudarià i Sirdarià van passar a formar part d'una nova república socialista soviètica anomenada Uzbekistan el 27 d'octubre de 1924 (després hi foren agregades les repúbliques de Khwarezm (Khivà) i Bukharà)
- La República Socialista Soviètica de Turkmenistan el 27 d'octubre de 1924
- La regió autònoma de Karakalpakistan el 19 de febrer de 1925 (dependent de la República Socialista Autònoma Kazakh (o dels Kazakhs) al seu torn dins de Rússia)

Les repúbliques de l'Uzbekistan (amb Tadjikistan i Kara Kirguís) i Turkmenistan van ingressar a la Unió Soviètica el 13 de maig de 1925 i la república del Turquestan va desaparèixer formalment per decret l'11 de maig de 1925.

## Bandera
La bandera seria la mateixa que la de la República Socialista Soviètica del Turquestan amb l'única variació de l'afegit de la lletra A (Autònoma) en caràcters ciríl·lic i aràbic. La bandera no està testimoniada per fotos accessibles.